# Nassauvia
Nassauvia là một chi thực vật có hoa thuộc họ cúc, Asteraceae.

## Các loài tiêu biểu
Nassauvia acerosa Wedd. - 

Nassauvia aculeata Poepp. & Endl. - 

Nassauvia ameghinoi Speg. - 

Nassauvia araucana Phil. - 

Nassauvia argyrophylla Speg. ex Hosseus - 

Nassauvia axillaris D.Don - 

Nassauvia bryoides O.Hoffm. - 

Nassauvia candollei Macloskie - 

Nassauvia cespitosa Wedd. - 

Nassauvia chubutensis Speg. - 

Nassauvia commersonii Cass. - 

Nassauvia coronipappa Arroyo & Martic. - 

Nassauvia cumingii Hook. & Arn. - 

Nassauvia dentata Griseb. - 

Nassauvia digitata Wedd. - 

Nassauvia dusenii O.Hoffm. - 

Nassauvia gaudichaudii Cass. - Coastal Nassauvia

Nassauvia glomerata Wedd. - 

Nassauvia glomerulosa D.Don - 

Nassauvia hillii Cabrera - 

Nassauvia humilis Phil. - 

Nassauvia juniperina Skottsb. - 

Nassauvia latissima Skottsb. - 

Nassauvia lycopodioides Phil. - 

Nassauvia maeviae Cabrera - 

Nassauvia magellanica J.F.Gmel. - 

Nassauvia modesta O.Hoffm. ex Dusén - 

Nassauvia morenonis Kuntze - 

Nassauvia multiflora Meyen - 

Nassauvia oligocephala Wedd. - 

Nassauvia patagonica Speg. - 

Nassauvia patula Phil. - 

Nassauvia pentacaenoides Speg. - 

Nassauvia pinnigera D.Don - 

Nassauvia planifolia Wedd. - 

Nassauvia pulcherrima Cabrera - 

Nassauvia pumila Poepp. & Endl. - 

Nassauvia pygmaea Hook.f. - 

Nassauvia pyramidalis Meyen - 

Nassauvia ramosissima DC. - 

Nassauvia remyana Wedd. - 

Nassauvia revoluta D.Don - 

Nassauvia ruizii Cabrera - 

Nassauvia sceptrum Dusén - 

Nassauvia scleranthoides O.Hoffm. ex Dusén - 

Nassauvia sericea Phil. - 

Nassauvia serpens d'Urv. - Snakeplant

Nassauvia sprengelioides DC. - 

Nassauvia sublobata Cabrera - 
List Sources:

## Hình ảnh

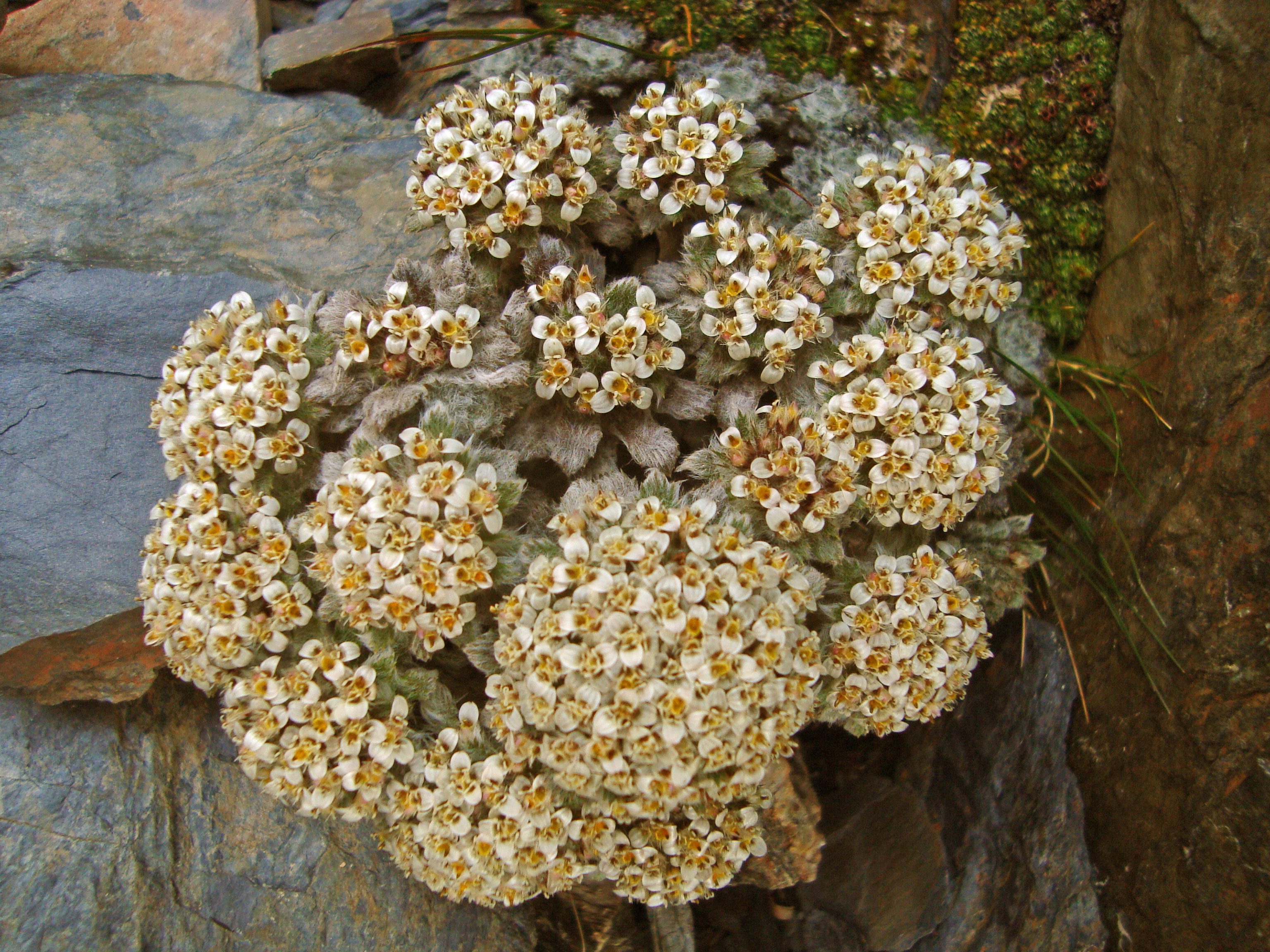
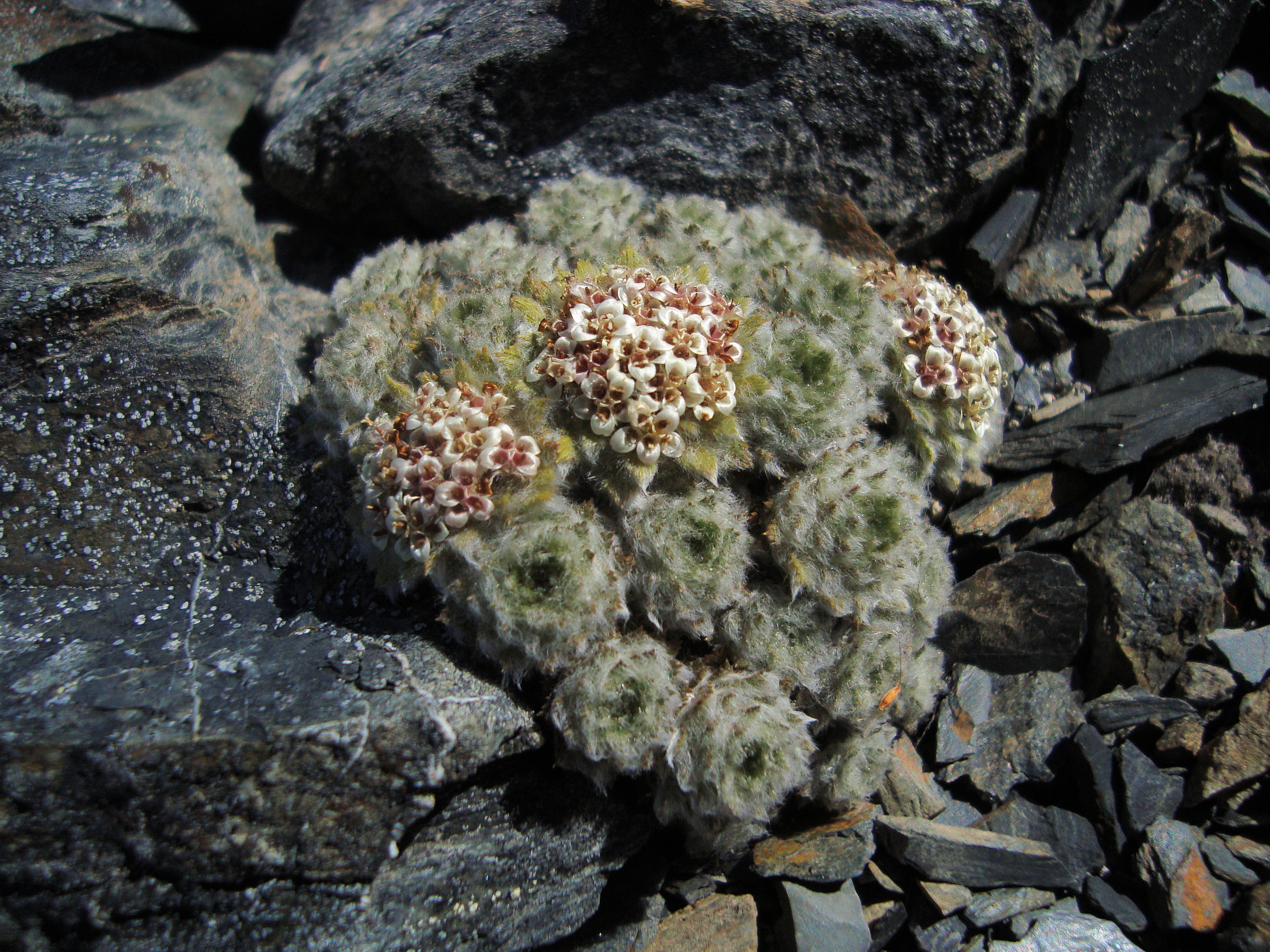
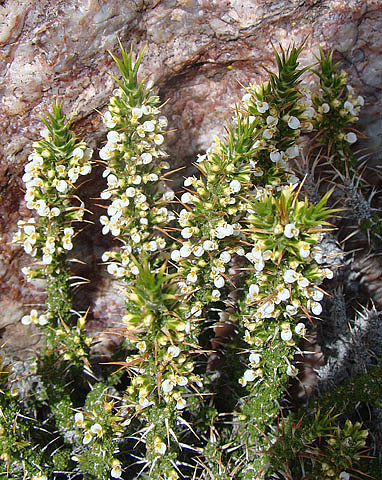